# شام أسبي (بالغلو)
شام أسبي (بالفارسية: شام‌اسبی) هي منطقة سكنية تقع في إيران في قسم بالغلو الريفي. يقدر عدد سكانها بـ 2,148 نسمة .